# Batería de magnesio
Las baterías de magnesio son baterías que utilizan cationes de magnesio como agentes activos de transporte de carga en solución y, a menudo, como ánodo elemental de una célula electroquímica. Se han investigado tanto pilas primarias no recargables como pilas secundarias recargables. Las pilas primarias de magnesio se han comercializado y se han utilizado como pilas de reserva y de uso general.
Las pilas secundarias de magnesio son un tema activo de investigación, concretamente como posible sustitución o mejora de la química de las baterías basadas en iones de litio en ciertas aplicaciones. Una ventaja significativa de las pilas de magnesio es el uso de un ánodo de magnesio sólido, que permite diseñar pilas de mayor densidad energética que las fabricadas con litio, que en muchos casos requieren un ánodo de litio intercalado. También se han investigado los ánodos de tipo inserción ("ion de magnesio)

## Células primarias
Las pilas primarias de magnesio se vienen desarrollando desde principios del siglo XX. En el ánodo reactivo, aprovechan la baja estabilidad y la alta energía del magnesio metálico, cuyo enlace es más débil en más de 250 kJ/mol en comparación con el hierro y la mayoría de los demás metales de transición, que se enlazan fuertemente a través de sus orbitales d parcialmente llenos. Se han investigado varias químicas para tipos de pilas de reserva, con materiales catódicos como cloruro de plata, cloruro de cobre (I), cloruro de paladio (II), yoduro de cobre (I), tiocianato de cobre (I), dióxido de manganeso y aire (oxígeno).Por ejemplo, una batería de reserva de cloruro de plata/magnesio activada por agua estuvo disponible comercialmente en 1943.
La pila seca de magnesio BA-4386 se comercializó con un coste por unidad cercano al de las pilas de zinc; en comparación con las pilas equivalentes de zinc-carbono, las pilas tenían mayor capacidad por volumen y una vida útil más larga. La BA-4386 fue ampliamente utilizada por el ejército estadounidense desde 1968 hasta 1984, cuando fue sustituida por una batería de cloruro de tionilo de litio.
Una pila de magnesio-aire tiene una tensión de funcionamiento teórica de 3,1 V y una densidad energética de 6,8 kWh/kg. Ya en los años 60, General Electric fabricó una pila de magnesio-aire que funcionaba en una solución neutra de NaCl. La pila de magnesio-aire es una pila primaria, pero puede "recargarse" sustituyendo el ánodo y el electrolito. Algunas baterías primarias de magnesio se han comercializado y se utilizan como sistemas de reserva en tierra y como fuentes de energía submarinas, utilizando agua de mar como electrolito. El torpedo Mark 44 utiliza una batería de magnesio activada por agua.

## Células secundarias

### Descripción general
Las baterías secundarias de iones de magnesio, que implican la inserción y extracción reversibles de iones Mg2+ en ánodos y cátodos durante la carga y la descarga, han sido objeto de intensas investigaciones como posible sustituto o mejora de las tecnologías de baterías de iones de litio en determinadas aplicaciones: en comparación con el litio metálico como material anódico, el magnesio tiene una densidad energética (teórica) por unidad de masa inferior a la mitad de la del litio (18,8 MJ/kg (~2205 mAh/g) frente a 42,3 MJ/kg), pero una densidad energética volumétrica en torno a un 50 % superior (32,731 GJ/m3 (3833 mAh/mL) frente a 22,569 GJ/m3 (2046 mAh/mL). En comparación con los ánodos metálicos de litio, los de magnesio no presentan formación de dendritas, aunque sólo en determinados disolventes no acuosos y a densidades de corriente inferiores a aproximadamente 1 mA/cm2.Esta deposición de Mg sin dendritas permite utilizar magnesio metálico sin un compuesto de intercalación en el ánodo,elevando así la densidad de energía volumétrica relativa máxima teórica a unas 5 veces la de un electrodo de grafito de litio. Además, el modelado y el análisis de celdas han indicado que las baterías basadas en magnesio pueden tener una ventaja de coste sobre las de litio debido a la abundancia de magnesio en la Tierra y a la relativa escasez de yacimientos de litio.Ya en la década de 1990 se había reconocido el potencial de una batería basada en Mg con materiales catódicos de V2O5, TiS2 o Ti2S4 y ánodos metálicos de magnesio. Sin embargo, la observación de inestabilidades en el estado de descarga y las incertidumbres sobre el papel del agua en el electrolito limitaron el progreso. La primera celda recargable exitosa se informó en 2000, basada en el cátodo Mo6S8 tipo chevrel con un electrolito basado en organohaloaluminato de magnesio/THF.
A partir de 2018, la investigación secundaria de baterías de magnesio no había producido una batería comercializar, con dificultades específicas que eran los electrolitos y los materiales del cátodo.A partir de 2015, las barreras para producir una batería de magnesio comercialmente útil eran la falta de electrolitos prácticos demostrados y materiales de cátodo de alta densidad de energía para iones de magnesio.

### Investigación

#### Ánodos y electrolitos
Uno de los principales inconvenientes de utilizar un ánodo metálico de magnesio es la tendencia a formar una capa superficial pasivante (no conductora) al recargarse, lo que bloquea la carga posterior (a diferencia del comportamiento del litio). Se pensaba que la capa pasivante se originaba por la descomposición del electrolito durante la reducción de los iones de magnesio. Se descubrió que los contraiones comunes, como el perclorato y el tetrafluoroborato, contribuían a la pasivación, al igual que algunos disolventes apróticos polares comunes, como los carbonatos y los nitrilos.La formación de capas pasivantes sobre el magnesio motiva el uso de intermetálicos de magnesio como materiales anódicos, ya que su menor reactividad con los electrolitos de uso común los hace menos propensos a la formación de capas pasivantes. Esto es especialmente cierto en el caso del compuesto intermetálico Mg3Bi2, que constituye un tipo de electrodo de inserción de magnesio, basado en la inserción reversible del magnesio metálico en un compuesto huésped. Además del bismuto, también se han utilizado estaño y antimonio en electrodos de inserción de compuestos para baterías de iones de magnesio.Se ha demostrado que pueden evitar la pasivación de la superficie del ánodo, pero sufren la destrucción del ánodo debido a los cambios volumétricos en la inserción, así como una cinética lenta de la inserción. Los ejemplos de tipos de ánodos de inserción investigados incluyen ciclos entre Sn elemental y Mg2Sn.
Se ha demostrado que los electrolitos etéreos basados en Grignard no pasivan; los organoboratos de magnesio también mostraron electrodeposición sin pasivación. El compuesto Mg(BPh2Bu2)2 se utilizó en la primera pila de magnesio recargable demostrada, pero su utilidad se vio limitada por la oxidación electroquímica (es decir, un bajo límite anódico de la ventana de tensión).Otros electrolitos investigados incluyen borohidruros, fenolatos, alcóxidos, complejos basados en amido (por ejemplo, basados en hexametildisilazano), sales de carborano, alcoxiboratos fluorados, un electrolito de estado sólido de Mg(BH4)(NH2) y polímeros de gel que contienen Mg(AlCl2EtBu)2 en tetraglima/PVDF.
La actual oleada de interés por las baterías de magnesio-metal comenzó en 2000, cuando un grupo israelí informó de un revestimiento reversible de magnesio a partir de soluciones mixtas de cloruro de magnesio y cloruro de aluminio en éteres, como el THF.La principal ventaja de este electrolito es un límite positivo significativamente mayor de la ventana de tensión (y, por tanto, una tensión de batería más alta) que la de los electrolitos de recubrimiento de Mg descritos anteriormente. Desde entonces, se han publicado otras sales de Mg, menos corrosivas que el cloruro.
Un inconveniente en comparación con el litio es la mayor carga (+2) del magnesio en solución, lo que tiende a dar como resultado una mayor viscosidad y una movilidad reducida en el electrolito. En solución, puede existir una serie de especies dependiendo de los contraiones/agentes complejantes; estos a menudo incluyen especies con una sola carga (por ejemplo, MgCl+ en presencia de cloruro), aunque a menudo se forman dímeros (p. ej. Mg2Cl3+). El movimiento del ion de magnesio en las redes del anfitrión del cátodo también es (a partir de 2014) problemáticamente lento.
En 2018, un electrolito sin cloruro junto con un cátodo de polímero a base de quinona demostró un rendimiento prometedor, con hasta 243 Wh (874,8 kJ) por kg de energía específica, hasta 3,4 kW/kg de potencia específica, y hasta un 87 % de retención a 2500 ciclos. Se afirmó que la ausencia de cloruro en el electrolito mejora la cinética iónica y, por lo tanto, reduce la cantidad de electrolito utilizado, lo que aumenta el rendimiento.
Un enfoque prometedor podría ser la combinación de un ánodo de Mg con un cátodo de azufre/carbono. Para ello se necesita un electrolito no nucleófilo que no convierta el azufre en sulfuro sólo por sus propiedades reductoras. Dichos electrolitos se han desarrollado a partir de sales complejas con y sin cloro. El electrolito es una sal de Mg que contiene el catión Mg y dos grupos boro-hexafluoroisoproplylate como aniones. Este sistema es fácil de sintetizar, muestra una conductividad iónica similar a la de las pilas de iones de Li, su ventana de estabilidad electroquímica es de hasta 4,5 V, es estable en el aire y versátil frente a diferentes disolventes.

#### Materiales catódicos
En cuanto a los materiales catódicos, se ha investigado la idoneidad de diversos compuestos, incluidos los utilizados en las pilas primarias de magnesio. Entre los nuevos materiales catódicos investigados o propuestos figuran el disulfuro de circonio, el óxido de cobalto(II,III), el diseleniuro de wolframio, el pentóxido de vanadio y los cátodos basados en vanadatos. Las espinelas basadas en cobalto mostraron una cinética inferior a la inserción de magnesio en comparación con su comportamiento con el litio. En el año 2000 se demostró que la forma de fase chevrel del Mo6S8 era muy adecuada como cátodo, soportando 2000 ciclos al 100 % de descarga con una pérdida del 15 %; los inconvenientes eran el bajo rendimiento a baja temperatura (movilidad reducida del Mg, compensada sustituyéndolo por selenio), así como un bajo voltaje, ca. 1,2 V, y una baja densidad energética (110 mAh/g). Un cátodo de disulfuro de molibdeno mostró un voltaje y una densidad energética mejorados, 1,8 V y 170 mAh/g. Los sulfuros de metales de transición se consideran candidatos prometedores para cátodos de baterías de iones de magnesio.En 2015 se informó de una pila de magnesio híbrida que utilizaba un electrolito mixto de magnesio y sodio con inserción de sodio en un cátodo de disulfuro de hierro(II) nanocristalino.
Los cátodos a base de dióxido de manganeso han mostrado buenas propiedades, pero se deterioraron durante el ciclo debido a un mecanismo de conversión para formar MgO. Se ha demostrado que los materiales con estructura de espinela son electroquímicamente activos en una configuración de iones de Mg utilizando un ánodo de adsorción a base de carbono. Los materiales de iones de magnesio de alto voltaje, incluidos MgMn2O4, MgV2O4 y MgCr2O4, se han estudiado en detalle para comprender las vías de difusión de los iones de magnesio. Trabajos recientes han identificado otro tipo de estructura marco, denominada ("postespinelas", con la fórmula prototípica CaFe2O4), como tema activo de investigación para cátodos de inserción de iones de magnesio.
En 2014, se informó sobre una batería de magnesio recargable (tipo conversión) que utilizaba un cátodo de MgFeSiO4 de tipo olivino de intercambio iónico con un electrolito de bis(trifluorometilsulfonil)imida/triglima; la celda mostró una capacidad de 300 mAh/g con un voltaje de 2,4 V.También se ha investigado el MgMnSiO4 como posible cátodo de inserción de Mg2+.
También se han investigado materiales catódicos distintos de los tipos no inorgánicos de óxido metálico/sulfuro: en 2015 se informó de un cátodo basado en un polímero que incorpora antraquinona; y también se han investigado otros materiales catódicos orgánicos, y organopolímeros capaces de someterse a reacciones redox, como la poli-2,2'-ditiodianilina. Los cátodos basados en quinonas también formaron el cátodo de una batería de magnesio de alta densidad energética de la que informaron los investigadores en 2019.
En 2016 se informó de un cátodo combinado de carbono poroso y yodo como posible alternativa a los cátodos de inserción de Mg2+; se informó de que la química era potencialmente adecuada para una batería de flujo recargable

### Comercialización
En 2009-2016, una empresa derivada del MIT, Pellion Technology, después de recibir varios millones de dólares de ARPA-E, intentó sin éxito desarrollar baterías basadas en Mg y otros metales multivalentes.
En octubre de 2016, Honda y Saitec (Centro de Tecnología Industrial de Saitama) afirmaron tener una batería de Mg comercializable, basada en un cátodo de xerogel de pentóxido de vanadio/azufre. También se anunció una fecha de comercialización en 2018.

### Ejemplos de fuentes
- Ling, Chen; Mizuno, Fuminori (2013). «Phase Stability of Post-spinel Compound AMn2O4 (A = Li, Na, or Mg) and Its Application as a Rechargeable Battery Cathode». Chem. Mater. 25 (15): 3062-3071. doi:10.1021/cm401250c.
- Kim, Chunjoong; Phillips, Patrick J.; Key, Baris; Yi, Tanghong; Nordlund, Dennis; Yu, Young-Sang; Bayliss, Ryan D.; Han, Sang-Don; He, Meinan; Zhang, Zhengcheng; Burrell, Anthony K.; Klie, Robert F.; Cabana, Jordi (10 de junio de 2015). «Direct Observation of Reversible Magnesium Ion Intercalation into a Spinel Oxide Host». Advanced Materials 27 (22): 3377-3384. Bibcode:2015AdM....27.3377K. PMID 25882455. S2CID 42329445. doi:10.1002/adma.201500083.
- Liu, Miao; Rong, Ziqin; Malik, Rahul; Canepa, Pieremanuele; Jain, Anubhav; Ceder, Gerbrand; Persson, Kristin A. (2015). «Spinel compounds as multivalent battery cathodes: a systematic evaluation based on ab initio calculations». Energy Environ. Sci. 8 (3): 964-974. doi:10.1039/C4EE03389B.
- Ling, Chen; Zhang, Ruigang; Arthur, Timothy S.; Mizuno, Fuminori (2015). «How General is the Conversion Reaction in Mg Battery Cathode: A Case Study of the Magnesiation of a-MnO2». Chem. Mater. 27 (16): 5799-5807. doi:10.1021/acs.chemmater.5b02488.